# Голубая дыра Дина
Голубая дыра Дина (англ. Dean’s Blue Hole) — вторая по глубине голубая дыра на планете. Дыра находится в бухте западнее городка Клэренс-Таун (Багамские Острова) на острове Лонг-Айленд. Её глубина составляет 202 м. Название происходит от фамилии владельца земли, близ которой она находится.

## История
Максимальная глубина впервые была достигнута Джимом Кингом (англ. Jim King) в 1992 году, незадолго до того как он совершил самоубийство.
Голубая дыра Дина является тренировочной базой команды фридайверов Vertical Blue, возглавляемой чемпионом мира в дисциплинах CNF и FIM, Уильямом Трубриджем. 16 декабря 2010 года в Голубой дыре Дина он достиг глубины в 101 м (CNF), став первым человеком, преодолевшим глубину в 100 м без использования ласт.

## Происхождение
Термин голубая дыра — это общее название для карстовых воронок, заполненных водой и находящихся ниже уровня моря. Голубые дыры, предположительно, были образованы в результате различных карстовых процессов, например, в результате вымывания трещин в известняковых породах под действием дождевых вод. Позднее же уровень моря, который был гораздо ниже во времена ледникового периода (ок. 15000 лет до н. э.), повысился до нынешнего уровня. Прочие известные голубые дыры не так глубоки.

## Форма
Ближе к поверхности, голубая дыра Дина имеет округлую форму, с диаметром от 25 до 35 м. Начиная с глубины в 20 метров дыра сильно расширяется до 100 метров в диаметре, образуя своеобразный купол.